# Dijon Football Côte-d'Or 2012-2013

## Organico

### Rosa
Rosa e numerazione aggiornate al settembre 2012.
| N. |                           | Ruolo | Calciatore         |
| -- | ------------------------- | ----- | ------------------ |
| 2  | Francia (bandiera)        | D     | Florent Ogier      |
| 3  | Costa d'Avorio (bandiera) | D     | Zié Diabaté        |
| 4  | Francia (bandiera)        | D     | William Rémy       |
| 6  | Senegal (bandiera)        | D     | Ousseynou Cissé    |
| 7  | Francia (bandiera)        | C     | Florin Bérenguer   |
| 8  | Francia (bandiera)        | C     | Younousse Sankharé |
| 9  | Francia (bandiera)        | A     | Brice Jovial       |
| 10 | Francia (bandiera)        | A     | Grégory Thil       |
| 11 | Francia (bandiera)        | A     | Raphaël Caceres    |
| 12 | Costa d'Avorio (bandiera) | A     | Koro Koné          |
| 13 | Francia (bandiera)        | C     | Pape Paye          |
| 15 | Costa d'Avorio (bandiera) | D     | Abdoulaye Bamba    |
| 16 | Togo (bandiera)           | P     | Baba Tchagouni     |
| 17 | Francia (bandiera)        | C     | Thomas Guerbert    |

| N. |                           | Ruolo | Calciatore            |
| -- | ------------------------- | ----- | --------------------- |
| 18 | Francia (bandiera)        | C     | Hakeem Achour         |
| 19 | Francia (bandiera)        | C     | Samuel Souprayen      |
| 21 | Francia (bandiera)        | C     | Christopher Jouffreau |
| 22 | Francia (bandiera)        | A     | Mehdi Courgnaud       |
| 23 | Francia (bandiera)        | C     | Sekou Baradji         |
| 24 | Francia (bandiera)        | A     | Júlio Tavares         |
| 25 | Francia (bandiera)        | D     | Steven Paulle         |
| 26 | Francia (bandiera)        | C     | Lesly Malouda         |
| 27 | Francia (bandiera)        | D     | Cédric Varrault       |
| 28 | Francia (bandiera)        | A     | Florent Mollet        |
| 30 | Francia (bandiera)        | P     | Baptiste Reynet       |
| 32 | Francia (bandiera)        | C     | Hamel Hakkar          |
| 40 | Costa d'Avorio (bandiera) | P     | Daniel Yeboah         |

### Staff tecnico
| Allenatore:            | Olivier Dall'Oglio |
| Allenatore in seconda: | Stéphane Jobard    |